# Pető Fanni
Pető Fanni névvariáns: Pethő (Budapest, 1971. július 19. –) magyar színésznő.

## Életpályája
A Merlin Színház Színészképző Műhelyében végezte színészi tanulmányait, és pályáját is 1992-től a Merlin társulatában kezdte. 1996-tól a szolnoki Szigligeti Színház színésznője volt. 1997-től a Merlin és a József Attila Színházban lépett színpadra. Szerepelt a Barátok közt című sorozatban, ahol Juhász Gabit alakította 1998 és 1999 között. Leginkább ezzel a szerepével vált ismertté.

## Fontosabb színházi szerepei
- William Shakespeare: A két veronai nemes... Silvia, a herceg lánya
- Molière: Dandin György... Kati
- Eduardo De Filippo: A cilinder... Rita
- Mihail Afanaszjevics Bulgakov – Miguel de Cervantes: Don Quijote... Hernandez szolgája
- Nyikolaj Vasziljevics Gogol: Pétervár meséi... szereplő
- Rainer Werner Fassbinder: Petra von Kant keserű könnyei... Gabrielle
- Móricz Zsigmond: Úri muri... Rhédey Eszter
- Kálmán Imre: Csárdáskirálynő... Krisztina
- Bródy Sándor: A medikus... Ada
- Göncz Árpád: Pesszimista komédia... szereplő
- Parti Nagy Lajos: Sárbogárdi Jolán:A test angyala... Edina
- Halász Péter: Sanyi pilóta... szereplő
- Ács János – Modeszt Petrovics Muszorgszkij – Maurice Ravel: Egy kiállítás képei... szereplő
- Bruno Schulz: A nyugdíjas... Diák
- James Saunders: Bocs, nem figyeltem... szereplő

## Filmek, tv
- Köd (1994)
- Szamba (1996)... Kati
- Raszputyin (1996)
- A vád (1996)
- Barátok közt (sorozat)... Juhász Gabi (1998–1999) (1.-457.rész)